# Gürdżawyn Batpürew
Gürdżawyn Batpürew – mongolski zapaśnik w stylu wolnym. Zajął 20. miejsce w mistrzostwach świata w 2006. Brązowy medal w mistrzostwach Azji w 2006.